# Circondario di Kitzingen
Il circondario di Kitzingen è uno dei circondari dello stato tedesco della Baviera.

## Città e comuni
(Abitanti il 31 dicembre 2023)
| Comuni del circondario | Città 1. Dettelbach (7 228) 2. Iphofen (4 843) 3. Kitzingen, (grande città circondariale) (23 377) 4. Mainbernheim (2 334) 5. Marktbreit (3 961) 6. Marktsteft (1 920) 7. Prichsenstadt (3 229) 8. Volkach (8 789) | Comuni 1. Abtswind (833) 2. Albertshofen (2 293) 3. Biebelried (1 216) 4. Buchbrunn (1 143) 5. Castell (862) 6. Geiselwind (2 736) 7. Großlangheim (1 599) 8. Kleinlangheim (1 664) 9. Mainstockheim (2 010) 10. Markt Einersheim (1 245) 11. Martinsheim (998) 12. Nordheim a.Main (1 026) 13. Obernbreit (1 685) 14. Rödelsee (1 912) 15. Rüdenhausen (909) 16. Schwarzach a.Main (3 683) 17. Segnitz (819) 18. Seinsheim (1 075) 19. Sommerach (1 473) 20. Sulzfeld a.Main (1 242) 21. Wiesenbronn (1 128) 22. Wiesentheid (4 992) 23. Willanzheim (1 594) |